# Spatula versicolor

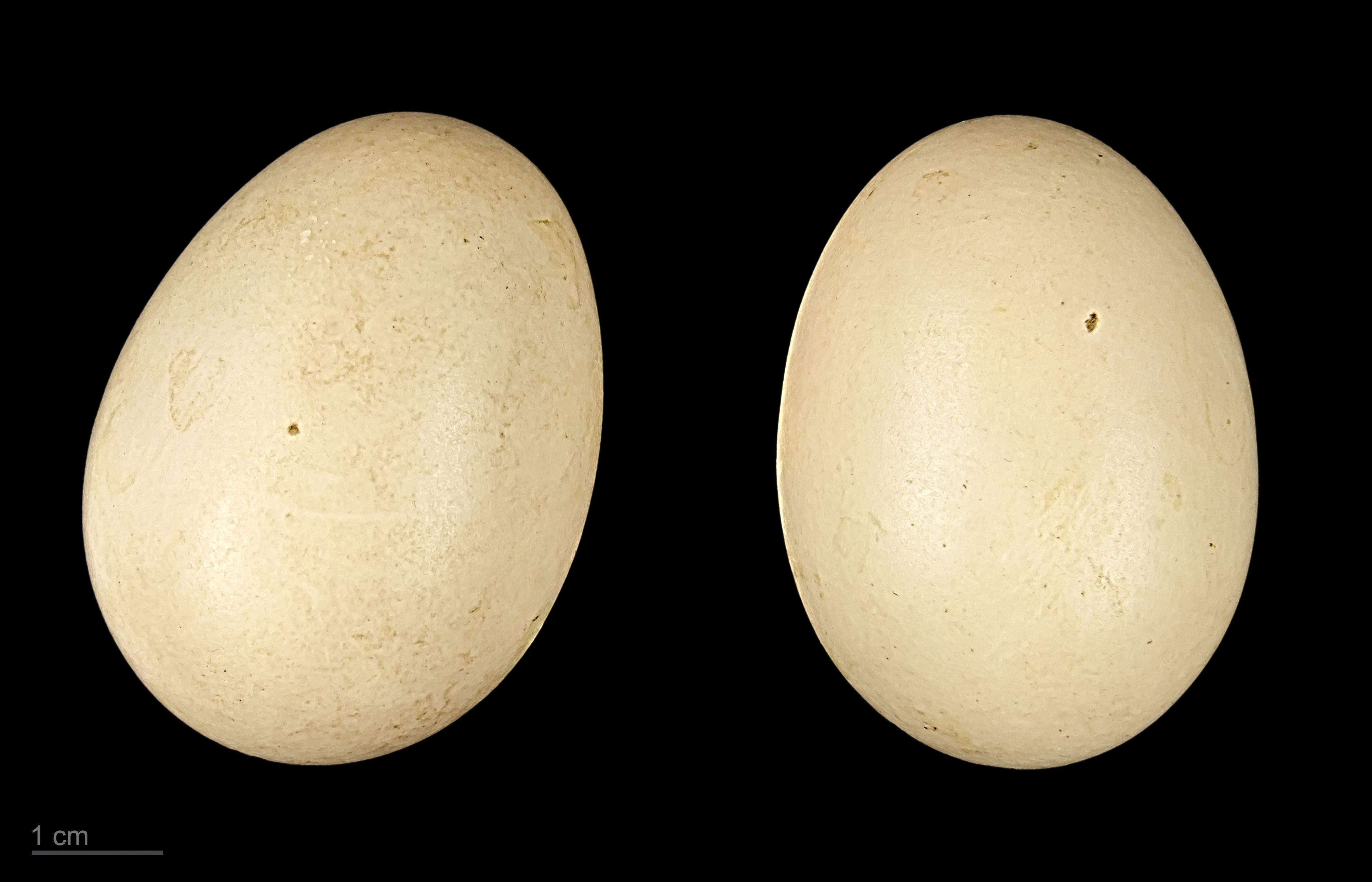
Anas versicolor - MHNT

El pato capuchino (Spatula versicolor), también conocido como cerceta capuchina, pato argentino o cerceta argentina, es una especie de ave anseriforme de la familia Anatidae propia de América del Sur.

## Características
El largo total es de 37 a 42 cm. Pesa de 300 a 500 gramos.

## Distribución
Su distribución geográfica comprende el extremo sur del continente hasta el centro de Chile, norte de Argentina, algunos sectores de Bolivia, Paraguay, Uruguay y sur de Brasil. Se encuentra presente también en las islas Malvinas.

## Historia natural
Las poblaciones de la llanura, habitan en humedales, lagunas y lagos con poca vegetación. Pone de cinco a diez huevos. La incubación tarda entre 23 y 24 días. Se alimenta de semillas y de plantas acuáticas. Complementa su dieta con pequeños invertebrados, artrópodos e insectos.